# Ramalina
Ramalina és un gènere liquenitzat de fong ascomicot de l'ordre dels lecanorals (Lecanorales). Són líquens fruticosos verdosos que creixen en forma de branques aplanades i amb forma de corretja. Els membres del gènere es denominen comunament «líquens de corretja» o «líquens de cartílag». Els ascocarps són lecanorins.
Les proves de punts de liquen al còrtex són K-, C-, KC+ groc fosc i P-.

## Distribució
El gènere té una distribució generalitzada i conté més de 240 espècies.

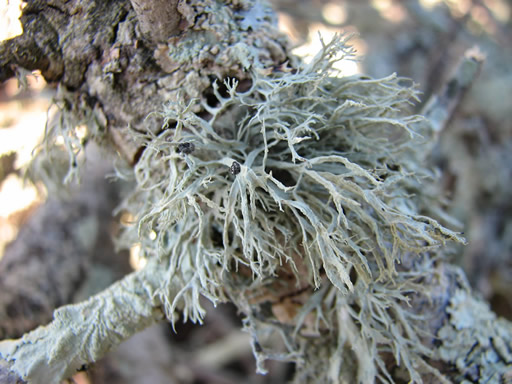
Ramalina farinacea
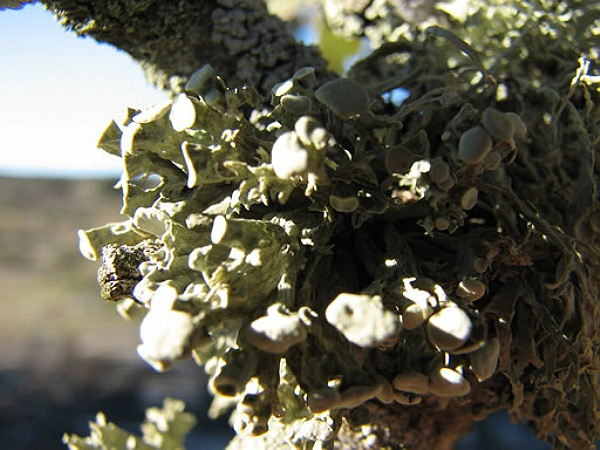
Ramalina fastigiata
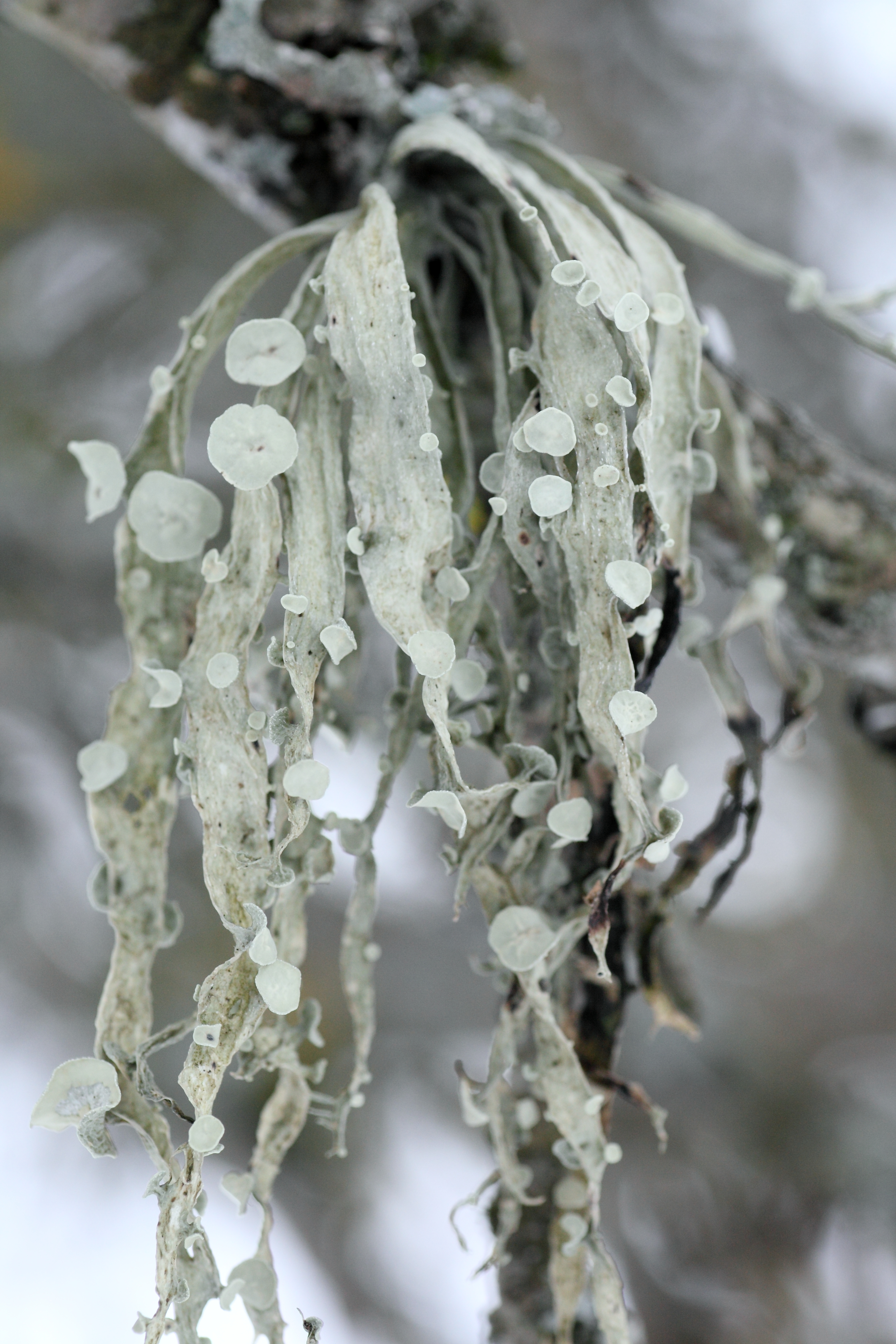
Ramalina fraxinea
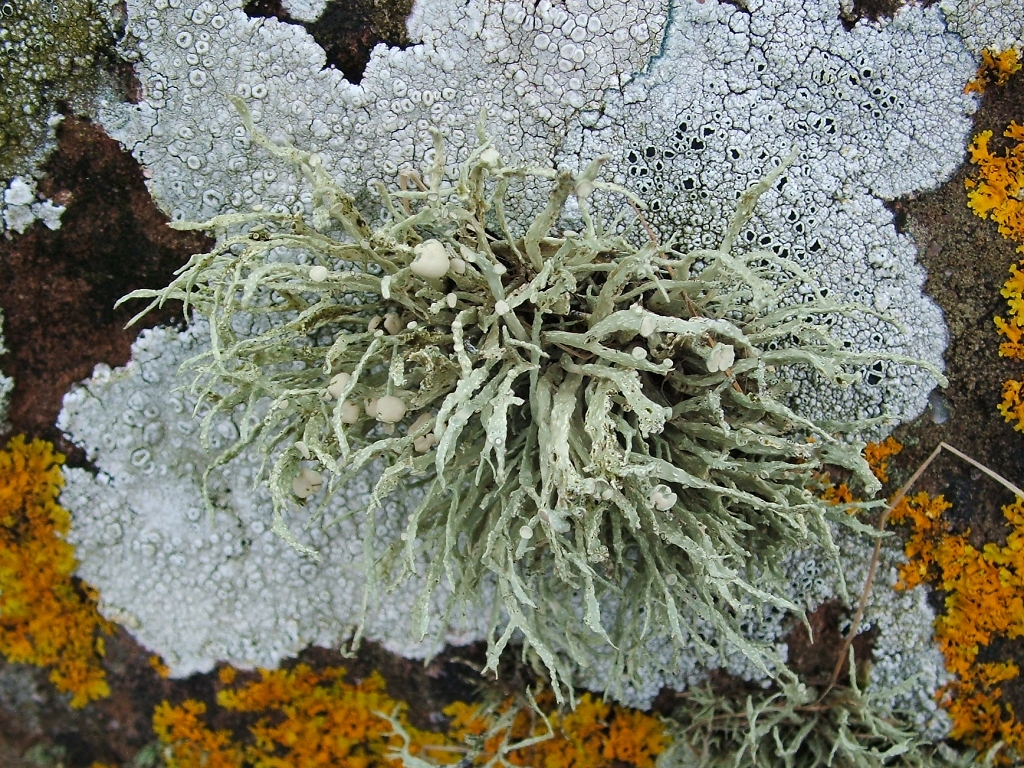
Ramalina siliquosa (amb liquen al seu voltant)

## Taxonomia
- Ramalina ahtii
- Ramalina alludens
- Ramalina americana
- Ramalina anceps
- Ramalina asahinae
- Ramalina aspera
- Ramalina asperula
- Ramalina bajacalifornica
- Ramalina baltica
- Ramalina caespitella
- Ramalina calcarata
- Ramalina camptospora
- Ramalina canalicularis
- Ramalina canariensis
- Ramalina capensis
- Ramalina capitata
- Ramalina celastri
- Ramalina chihuahuana
- Ramalina chondrina
- Ramalina cochlearis
- Ramalina complanata
- Ramalina cryptochlorophaea
- Ramalina culbersoniorum
- Ramalina cuspidata
- Ramalina darwiniana
- Ramalina dendriscoides
- Ramalina dendroides
- Ramalina dilacerata
- Ramalina erosa
- Ramalina exiguella
- Ramalina farinacea
- Ramalina fastigiata
- Ramalina flavovirens
- Ramalina fragilis
- Ramalina fraxinea
- Ramalina furcellangulida
- Ramalina grumosa
- Ramalina hyrcana
- Ramalina intermedia
- Ramalina jamesii
- Ramalina lacera
- Ramalina leptocarpha
- Ramalina litorea
- Ramalina mahoneyi
- Ramalina menziesii
- Ramalina meridionalis
- Ramalina microspora
- Ramalina montana
- Ramalina moranii
- Ramalina palmiformis
- Ramalina peruviana
- Ramalina pollinaria
- Ramalina polyforma
- Ramalina polymorpha
- Ramalina portosantana
- Ramalina portuensis
- Ramalina prolifera
- Ramalina psoromica
- Ramalina puberulenta
- Ramalina puiggarii
- Ramalina pusiola
- Ramalina quercicola
- Ramalina rectangularis
- Ramalina rupestris
- Ramalina sharpii
- Ramalina siliquosa
- Ramalina sinaloensis
- Ramalina sinensis
- Ramalina sonorensis
- Ramalina sorediosa
- Ramalina sprengelii
- Ramalina stenospora
- Ramalina stoffersii
- Ramalina subcalicaris
- Ramalina subfraxinea
- Ramalina subleptocarpha
- Ramalina superfraxinea
- Ramalina thrausta
- Ramalina timdaliana
- Ramalina usnea
- Ramalina whinrayi
- Ramalina wigginsiae
- Ramalina willeyi